# 卡羅萊納梅多斯 (北卡羅萊納州)
卡羅萊納梅多斯（英語：Carolina Meadows）是位於美國北卡羅萊納州查塔姆縣的普查規定居民點。

## 人口
根據2020年美國人口普查的數據，卡羅萊納梅多斯的面積為1.02平方千米，皆為陸地。當地共有人口727人，而人口密度為每平方千米712.75人。